# بيرت هاريس
بيرت هاريس (بالإنجليزية: Bert Harris)‏ (21 نوفمبر 1931 في المملكة المتحدة - ) هو لاعب كرة قدم بريطاني في مركز حراسة المرمى. لعب مع نادي إيفرتون ونادي ترانمير روفرز لكرة القدم ونادي ساوثبورت ونوزلي يونايتد ‏.